# Skeleton féminin aux Jeux olympiques de 2022
Navigation
Pyeongchang 2018 Milan-Cortina 2026
L'épreuve féminine de skeleton des Jeux olympiques d'hiver de 2022 a lieu le 11 et le 12 février 2022. L'Allemande Hannah Neise, championne du monde junior encore en 2021, remporte la course même si elle était seulement 8e à la fin de la première manche mais dominant les trois manches suivantes.

## Déroulement de la compétition
La coupe du monde de skeleton 2021-2022 a vu le sacre de la Néerlandaise Kimberley Bos qui totalise 2 victoires sur le circuit.

## Calendrier
| Date       | Heure | Épreuve                      |
| ---------- | ----- | ---------------------------- |
| 7 février  | 09:40 | entraînement- Manche 1 et 2  |
| 8 février  | 12:40 | entraînement - Manche 3 et 4 |
| 9 février  | 12:40 | entraînement - Manche 5 et 6 |
| 11 février | 9:30  | Manche 1                     |
| 11 février | 11:00 | Manche 2                     |
| 12 février | 20:20 | Manche 3                     |
| 12 février | 21:55 | Manche 4                     |

## Médaillés
| Or                                    | Argent                                    | Bronze                                |
| Hannah Neise (Allemagne) 4 min 7 s 62 | Jaclyn Narracott (Australie) 4 min 8 s 24 | Kimberley Bos (Pays-Bas) 4 min 8 s 46 |

## Résultats
| Rang                                | #  | Athlète              | Nation                      | Manche 1  | Manche 1 | Manche 2  | Manche 2 | Manche 3  | Manche 3 | Manche 4      | Manche 4      | Total     | Total     |
| Rang                                | #  | Athlète              | Nation                      | Temps (s) | Rang     | Temps (s) | Rang     | Temps (s) | Rang     | Temps (s)     | Rang          | Temps (s) | Écart (s) |
| ----------------------------------- | -- | -------------------- | --------------------------- | --------- | -------- | --------- | -------- | --------- | -------- | ------------- | ------------- | --------- | --------- |
| Médaille d'or, Jeux olympiques      | 15 | Hannah Neise         | Allemagne                   | 1:02.36   | 8        | 1:02.19   | 1        | 1:01.44   | 1        | 1:01.63       | 1             | 4:07.62   | –         |
| Médaille d'argent, Jeux olympiques  | 18 | Jaclyn Narracott     | Australie                   | 1:02.05   | 2        | 1:02.29   | 3        | 1:01.79   | 3        | 1:02.11       | 4             | 4:08.24   | +0.62     |
| Médaille de bronze, Jeux olympiques | 4  | Kimberley Bos        | Pays-Bas                    | 1:02.51   | 10       | 1:02.22   | 2        | 1:01.86   | 4        | 1:01.87       | 2             | 4:08.46   | +0.84     |
| 4                                   | 7  | Tina Hermann         | Allemagne                   | 1:02.28   | 5        | 1:02.29   | 3        | 1:01.90   | 5        | 1:02.26       | 6             | 4:08.73   | +1.11     |
| 5                                   | 11 | Mirela Rahneva       | Canada                      | 1:02.03   | 1        | 1:03.14   | 18       | 1:01.72   | 2        | 1:02.26       | 6             | 4:09.15   | +1.53     |
| 6                                   | 16 | Katie Uhlaender      | États-Unis                  | 1:02.41   | 9        | 1:02.46   | 8        | 1:02.15   | 6        | 1:02.21       | 5             | 4:09.23   | +1.61     |
| 7                                   | 19 | Anna Fernstädtová    | Tchéquie                    | 1:02.35   | 6        | 1:02.44   | 6        | 1:02.27   | 10       | 1:02.26       | 6             | 4:09.32   | +1.70     |
| 8                                   | 14 | Jacqueline Lölling   | Allemagne                   | 1:02.27   | 4        | 1:02.45   | 7        | 1:02.22   | 7        | 1:02.41       | 14            | 4:09.35   | +1.73     |
| 9                                   | 3  | Zhao Dan             | Chine                       | 1:02.26   | 3        | 1:02.40   | 5        | 1:02.53   | 16       | 1:02.33       | 9             | 4:09.52   | +1.90     |
| 10                                  | 6  | Janine Flock         | Autriche                    | 1:02.64   | 14       | 1:02.72   | 10       | 1:02.23   | 8        | 1:02.45       | 15            | 4:10.04   | +2.42     |
| 11                                  | 8  | Yulia Kanakina       | ROC                         | 1:02.56   | 11       | 1:02.95   | 13       | 1:02.24   | 9        | 1:02.34       | 10            | 4:10.09   | +2.47     |
| 12                                  | 9  | Valentina Margaglio  | Italie                      | 1:02.84   | 17       | 1:03.04   | 15       | 1:02.45   | 14       | 1:02.05       | 3             | 4:10.38   | +2.76     |
| 13                                  | 2  | Nicole Silveira      | Brésil                      | 1:02.58   | 12       | 1:02.95   | 13       | 1:02.55   | 17       | 1:02.40       | 13            | 4:10.48   | +2.86     |
| 14                                  | 21 | Li Yuxi              | Chine                       | 1:02.64   | 14       | 1:02.62   | 9        | 1:02.39   | 12       | 1:02.94       | 19            | 4:10.59   | +2.97     |
| 15                                  | 10 | Alina Tararychenkova | ROC                         | 1:02.74   | 16       | 1:02.86   | 11       | 1:02.43   | 13       | 1:02.79       | 17            | 4:10.82   | +3.20     |
| 16                                  | 5  | Elena Nikitina       | ROC                         | 1:02.92   | 18       | 1:03.07   | 17       | 1:02.51   | 15       | 1:02.37       | 12            | 4:10.87   | +3.25     |
| 17                                  | 13 | Jane Channell        | Canada                      | 1:02.59   | 13       | 1:03.31   | 22       | 1:02.71   | 19       | 1:02.34       | 10            | 4:10.95   | +3.33     |
| 18                                  | 12 | Kim Meylemans        | Belgique                    | 1:02.35   | 6        | 1:02.92   | 12       | 1:02.34   | 11       | 1:03.73       | 20            | 4:11.34   | +3.72     |
| 19                                  | 1  | Laura Deas           | Grande-Bretagne             | 1:02.99   | 21       | 1:03.15   | 19       | 1:02.71   | 19       | 1:02.70       | 16            | 4:11.55   | +3.93     |
| 20                                  | 23 | Endija Tērauda       | Lettonie                    | 1:02.98   | 20       | 1:03.15   | 19       | 1:02.65   | 18       | 1:02.79       | 17            | 4:11.57   | +3.95     |
| 21                                  | 17 | Kelly Curtis         | États-Unis                  | 1:02.94   | 19       | 1:03.05   | 16       | 1:03.24   | 23       | Non-qualifiée | Non-qualifiée | 3:09.23   | NC        |
| 22                                  | 20 | Brogan Crowley       | Grande-Bretagne             | 1:03.32   | 23       | 1:03.23   | 21       | 1:02.82   | 21       | Non-qualifiée | Non-qualifiée | 3:09.37   | NC        |
| 23                                  | 24 | Kim Eun-ji           | Corée du Sud                | 1:03.28   | 22       | 1:03.68   | 23       | 1:02.83   | 22       | Non-qualifiée | Non-qualifiée | 3:09.79   | NC        |
| 24                                  | 22 | Kellie Delka         | Porto Rico                  | 1:04.83   | 24       | 1:04.47   | 24       | 1:04.55   | 24       | Non-qualifiée | Non-qualifiée | 3:13.85   | NC        |
| 25                                  | 25 | Katie Tannenbaum     | Îles Vierges des États-Unis | 1:06.48   | 25       | 1:07.36   | 25       | 1:04.84   | 25       | Non-qualifiée | Non-qualifiée | 3:18.68   | NC        |